# John Decatur Barry

John Decatur Barry

John Decatur Barry (* 21. Juni 1839 in Wilmington, North Carolina; † 24. März 1867, ebenda) war ein Brigadegeneral der Konföderierten im Sezessionskrieg.

## Leben
Barry studierte an der University of North Carolina. Als der Bürgerkrieg begann, trat er in die Armee der Konföderierten ein und wurde der 18. North Carolina Infanterie zugeteilt. Im April 1862 wurde er zum Captain befördert und bekam seine eigene Kompanie. Als Mitglied der Brigade von General Lawrence O’Bryan Branch nahm er an allen größeren Gefechten teil. Nach der Schlacht am Antietam wurde Barry zum Major befördert und nahm am 2. und 5. Mai 1863 an der Schlacht bei Chancellorsville teil. Danach wurde er zum Colonel befördert und bekam sein eigenes Regiment.
Als General Lane bei der Schlacht von Cold Harbor am 31. Mai – 12. Juni 1864 verwundet wurde, beförderte man Barry zum Brigadegeneral. Nach Ende des Krieges ging er, gesundheitlich schwer angeschlagen, zurück nach Wilmington und brachte eine Zeitung heraus. Er starb 1867 im Alter von nur 27 Jahren.